# Rosa Ratsma
Rosa Juliette Ratsma (* 17. Oktober 1996 in Leiden) ist eine niederländische Schachspielerin.

## Leben
Das Schachspielen lernte sie im Alter von sieben Jahren von ihrem Vater. Rosa Ratsma besuchte das Städtische Gymnasium Leiden. An der Universität Utrecht erhielt sie 2017 einen Bachelor in klinischer Psychologie und 2018 einen Bachelor in künstlicher Intelligenz. Im Studiengang zur künstlichen Intelligenz absolviert sie in Utrecht ein Masterstudium.
Trainiert wurde sie von 2014 bis 2016 vom Internationalen Meister Merijn van Delft.
Ihr älterer Bruder Midas (* 1995) ist ebenfalls Schachspieler und trägt den Titel FIDE-Meister (FM).

## Erfolge
Im Mai 2014 gewann sie in Rotterdam die niederländische U20-Meisterschaft der weiblichen Jugend. Bei der niederländischen Einzelmeisterschaft der Frauen 2018 in Amsterdam wurde sie hinter Peng Zhaoqin und Tea Lanchava Dritte.
Zum ersten Mal für die niederländische Frauennationalmannschaft spielte sie bei der Schacholympiade 2018 in Batumi. Am Reservebrett holte sie dort 6,5 Punkte aus 8 Partien. Ebenfalls am Reservebrett in Batumi spielte sie bei der Mannschaftseuropameisterschaft der Frauen 2019.
Vereinsschach spielt Rosa Ratsma in den Niederlanden seit ihrem achten Lebensjahr für die Schaakvereniging Voorschoten. In der belgischen höchsten Liga, der Interclubs, spielt sie seit der Saison 2017/18 für den Schaakclub Wachtebeke. In Griechenland spielt sie seit 2016 für AO Zenon Glyfadas.
Seit April 2018 trägt sie den Titel Internationaler Meister der Frauen (WIM). Die Normen hierfür erzielte sie beim 8. Schachfestival in Vaujany im Juli 2017, in der A-Gruppe des Schwarzacher Opens in Schwarzach im Pongau im August 2017 mit Übererfüllung sowie beim Haarlemse Meesters in Haarlem im Oktober 2017. Eine WIM-Norm, die sie beim Open in Zadar im Dezember 2017 erzielte, benötigte sie nicht mehr für den Titel.

## Partiebeispiel
|   | a | b | c | d | e | f | g | h |   |
| 8 |   |   |   |   |   |   |   |   | 8 |
| 7 |   |   |   |   |   |   |   |   | 7 |
| 6 |   |   |   |   |   |   |   |   | 6 |
| 5 |   |   |   |   |   |   |   |   | 5 |
| 4 |   |   |   |   |   |   |   |   | 4 |
| 3 |   |   |   |   |   |   |   |   | 3 |
| 2 |   |   |   |   |   |   |   |   | 2 |
| 1 |   |   |   |   |   |   |   |   | 1 |
|   | a | b | c | d | e | f | g | h |   |

Beim sechsrundigen Haager Wochenendturnier im November 2014 in Den Haag belegte Rosa Ratsma den vierten Platz. In der zweiten Runde traf sie auf den englischen Großmeister Stewart Haslinger, der 443 Elo-Punkte mehr aufzuweisen hatte als sie. Sie besiegte ihn in einer Spanischen Partie.
Ratsma – Haslinger 1:0
Den Haag, 15. November 2014
Spanische Partie, C90
1. e2–e4 e7–e5 2. Sg1–f3 Sb8–c6 3. Lf1–b5 a7–b6 4. Lb5–a4 Sg8–f6 5. 0–0 Lf8–e7 6. Tf1–e1 b7–b5 7. La4–b3 d7–d6 8. c2–c3 0–0 9. d2–d3 Sc6–a5 10. Lb3–c2 c7–c5 11. Sb1–d2 Sf6–d7 12. Sd2–f1 Sd7–b6 13. h2–h3 Sa5–c6 14. Sf1–e3 Lc8–e6 15. Se3–f5 Le7–f6 16. Lc1–e3 g7–g6 17. Sf5–h6+ Kg8–h8 18. d3–d4 c5xd4 19. c3xd4 e5xd4 20. Sf3xd4 Sc6–e5 21. Sd4xLe6 f7xLe6 22. Le3–d4 Sb6–c4 23. Ta1–b1 Ta8–c8 24. Lc2–b3 Dd8–e7 25. Sh6–g4 Se5xSg4 26. h3xSg4 e6–e5 27. Ld4–e3 Sc4xLe3 28. Te1xSe3 Lf6–g5 29. Te3–d3 De7–a7 30. Dd1–e2 Tf8–f6 31. Tb1–f1 Da7–b6 32. g2–g3 a6–a5 33. Td3–f3 Tc8–f8 34. Tf3xTf6 Tf8xTf6 35. Kg1–g2 a5–a4 36. Lb3–d5 Tf6–f8 37. De2–c2 Db6–b8 38. b2–b3 a4–a3 39. b3–b4 Tf8–c8? 40. Dc2–d3 Lg5–c1 41. Ld5–e6 Tc8–c6 42. Le6–d7 Tc6–c4 43. Ld7xb5 Tc4–d4 44. Dd3–e2 Lc1–b2 45. Lb5–c4 Db8xb4 46. Lc4–d5 Td5–d2?? 47. De2–f3 Kh8–g7 48. Df3–f7+ Kg7–h6 49. Tf1–h1+ Kh6–g5 50. Df7–e7+ Kg5xg4 51. Th1–Th4++ (matt, Diagramm)